# 輕井澤渡假號
輕井澤渡假號（日语： Karuizawa Rizo ̄togou */?）列車是由信濃鐵道營運，行走於輕井澤站至妙高高原站之間的快速列車。途經信濃鐵道線、信越本線、北信濃線。

## 概要
信濃鐵道為了把169系更換（該車輛也行走信濃日出號·信濃日落號列車），公布了計劃引入新型車輛（參見信濃鐵道#使用車輛）。後來在2017年發表「引入不只是Liner列車，還可使用作觀光列車的新車輛計劃」。在2020年7月，新型車輛SR1系開始投入服務，終於實現了這個計劃。在引入新車前的同年3月時間表修正，已經率生開設有關班次。

## 運行概況
截至2023年3月18日，「輕井澤渡假號」只於星期六及假日行走1個往返班次。只有此定期列車在北信濃線中快速運輸。
在2020年7月4日至2023年3月12日之間，「輕井澤渡假號」於星期六及假日設有2個往返班次。當中1、4號行走於輕井澤站至妙高高原站之間，2、3號行走於輕井澤站至長野站之間。另外在2020年6月28日前，只有1和4號行走，另外乘車時也不需要支付特別費用。
現時，乘坐此列車時需要支付指定席費用，成人500日圓，小童250日圓（乘坐任何區間也是同一費用）。另外，只需另外支付輕食費用1,500日圓，便可得到「輕食午餐」。指定席券可於小諸站、上田站等主要車站，以及信濃鐵道官方網站中購買（於網上購買時只可使用信用卡支付）。
在車站的資訊屏上不會標示「輕井澤渡假」，而是顯示「特別快速」。

### 停車站（現時）
各個班次的停車站略有不同，參見下表：
| 停車站 | 輕井澤 | 中輕井澤 | 御代田 | 小諸 | 田中 | 上田 | 坂城 | 戶倉 | 長野 | 豐野 | 牟禮 | 黑姬 | 妙高高原 |
| ------ | ------ | -------- | ------ | ---- | ---- | ---- | ---- | ---- | ---- | ---- | ---- | ---- | -------- |
| 1號    | ●      | ●        | ●      | ●    | ●    | ●    | ●    | ●    | ●    | ●    | ●    | ●    | ●        |
| 2號    | ●      | —        | —      | —    | —    | ●    | —    | ●    | ●    | ●    | ●    | ●    | ●        |

與「信濃日出」和「信濃日落」一樣，列車會通過信越本線和篠之井線的轉乘站篠之井站。

### 停車站（2023年3月12日前）
各個班次的停車站略有不同，參見下表：
| 停車駅 | 輕井澤 | 中輕井澤 | 御代田 | 小諸 | 田中 | 上田 | 坂城 | 戶倉 | 屋代 | 長野 | 豐野 | 牟禮 | 黑姬 | 妙高高原 |  |
| ------ | ------ | -------- | ------ | ---- | ---- | ---- | ---- | ---- | ---- | ---- | ---- | ---- | ---- | -------- |  |
| 1號    | ●      | ●        | ●      | ●    | ●    | ●    | ●    | ●    | —    | ●    | ●    | ●    | ●    | ●        |  |
| 2號    | ●      | ●        | —      | —    | —    | ●    | —    | —    | ●    | ●    |      |      |      |          |  |
| 3號    | ●      | ●        | —      | —    | —    | ●    | —    | ●    | —    | ●    |      |      |      |          |  |
| 4號    | ●      | —        | —      | —    | —    | ●    | —    | ●    | —    | ●    | ●    | ●    | ●    | ●        |  |

只有1、4號行走於長野站至妙高高原站之間。與「信濃日出」和「信濃日落」一樣，列車會通過信越本線和篠之井線的轉乘站篠之井站。

### 使用車輛
所有班次使用信濃鐵道所屬的電動列車。
現時車輛
- SR1系
  - 2020年7月4日起開始使用。該列車的100番台「Liner車輛」配備橫置雙人座位。

過去車輛
- 115系
  - 在開始運輸至2020年6月28日之間使用。

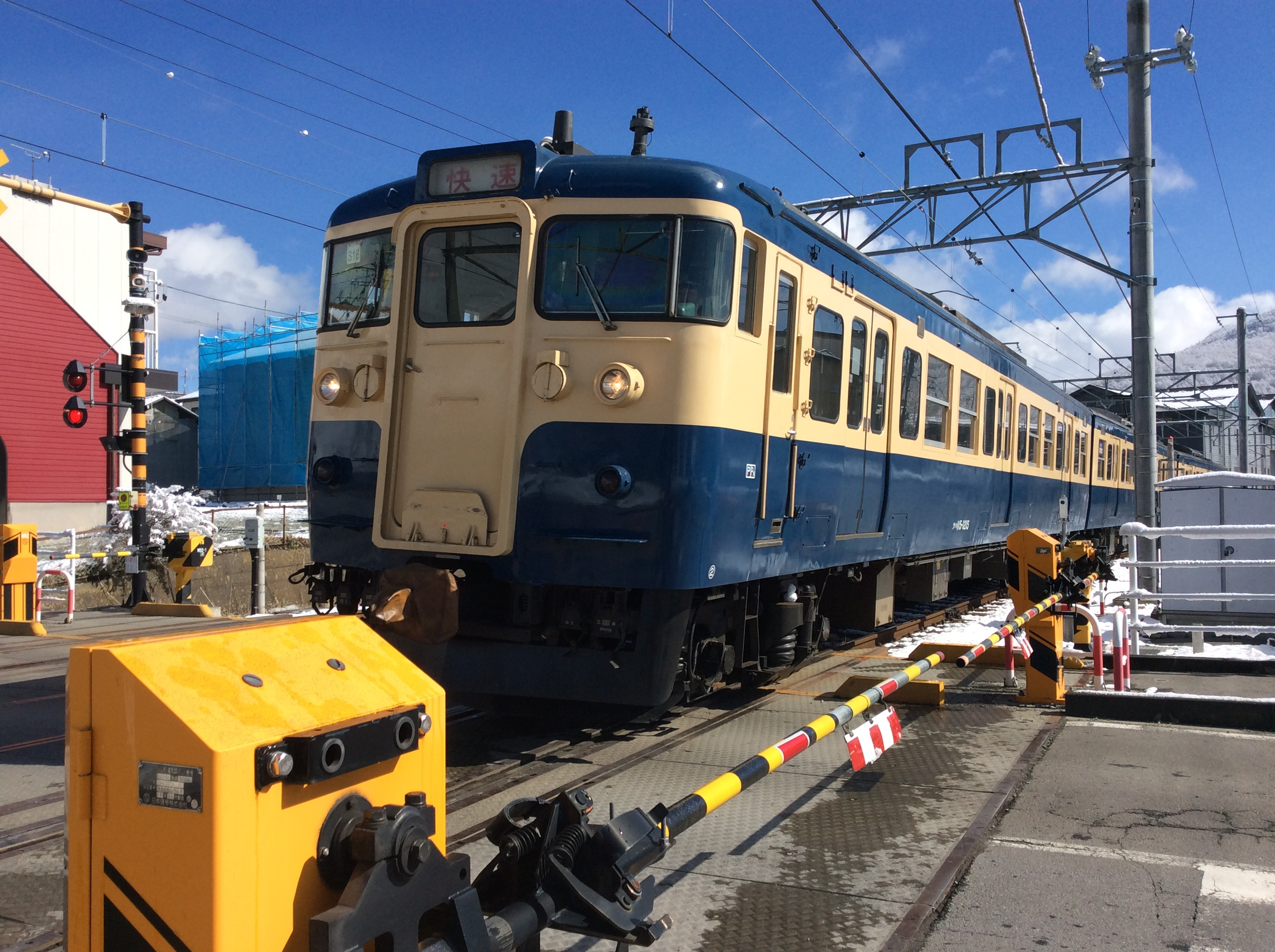
115系「輕井澤渡假號」

## 歷史
- 2016年1月7日 - 發布將會預計引入配有躺椅的車輛[註 3]，並預定使用該車輛行走定期觀光列車，該列車計劃行走於妙高高原站至輕井澤站之間[9]。
- 2019年
  - 2月28日 - 在發表SR1系的設計和引入計劃文獻中，記載了該Liner車輛會預定行走「輕井澤渡假Liner」[4]。
  - 12月20日 - 發表於2020年3月14日實施時間表修正，列車愛稱名為「輕井澤渡假號」[5]。
- 2020年
  - 3月14日 - 開設「輕井澤渡假號」，當時使用115系行走。
  - 7月4日 - 開始使用SR1系100番台行走。同時新設輕井澤渡假2號、3號，新增的班次為所有座席指定的收費列車[5]。
- 2023年3月18日 - 輕井澤渡假2號、3號（行走於輕井澤站至長野站之間）被廢除。自此只剩下1號和4號（同日改為2號）的1個往返班次[10]。

## 注腳